# Eike-von-Repgow-Denkmal

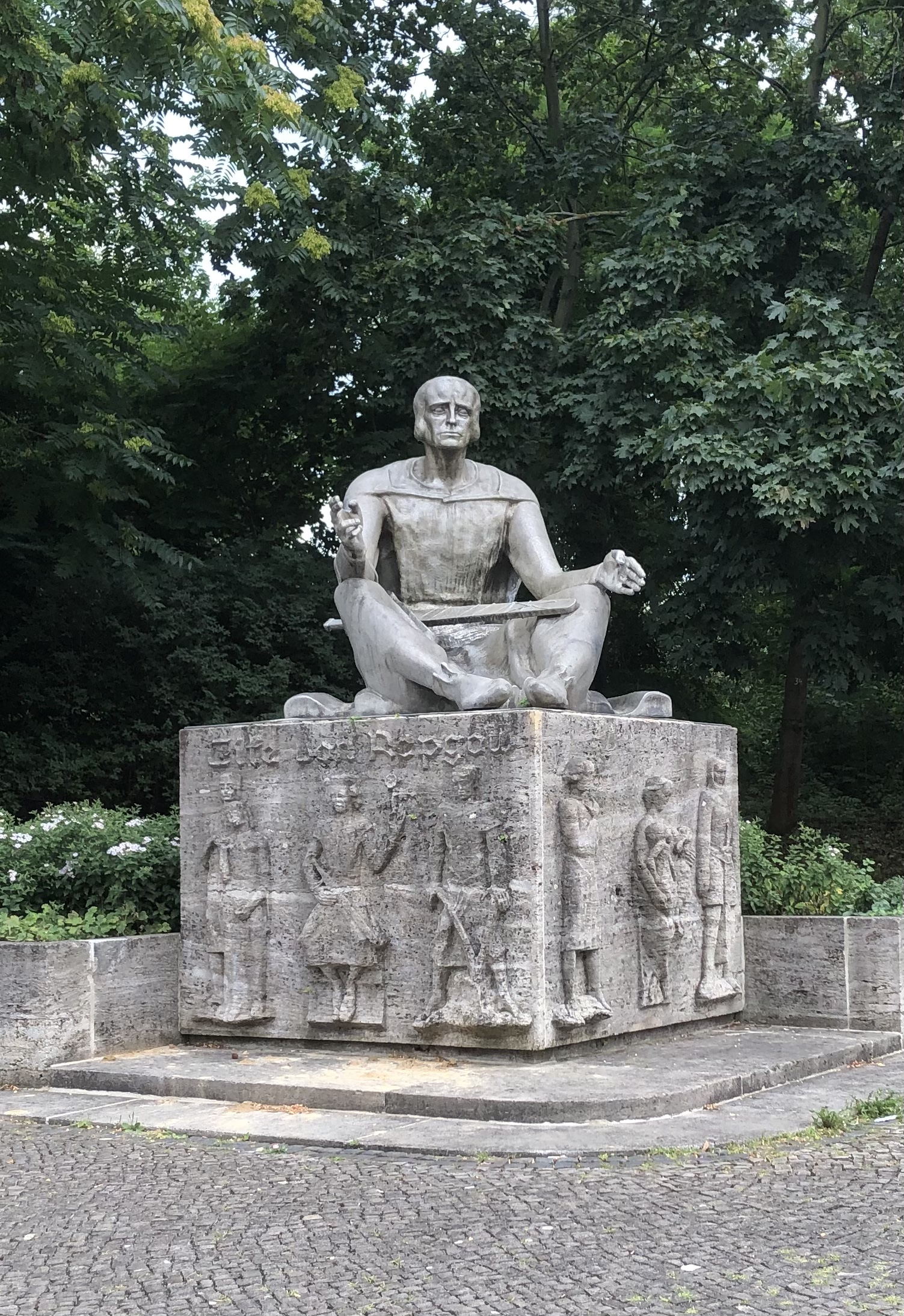
Eike-von-Repgow-Denkmal, 2021

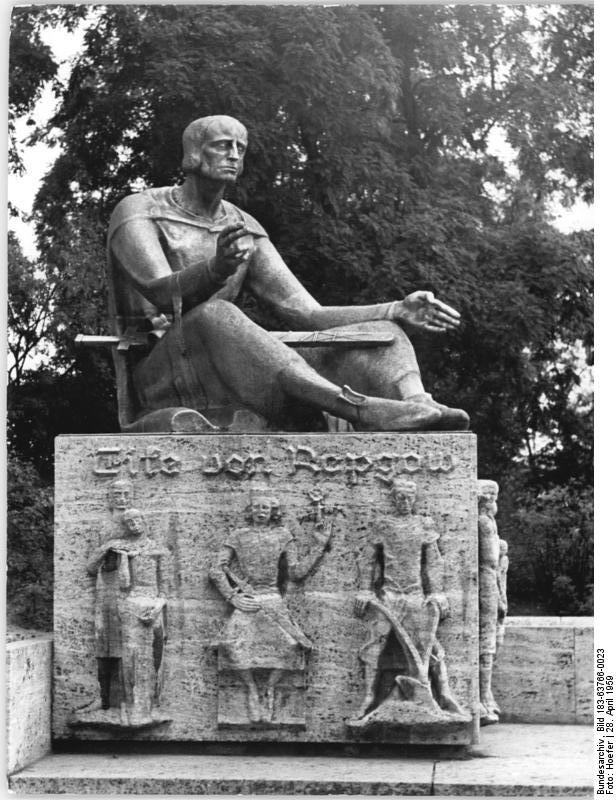
1959

Das Eike-von-Repgow-Denkmal ist ein denkmalgeschütztes Denkmal für Eike von Repgow in Magdeburg in Sachsen-Anhalt.

## Lage
Das Denkmal befindet sich auf der südöstlichen Seite des Platzes des 17. Juni gegenüber dem Ministerium für Inneres und Sport des Landes Sachsen-Anhalt im Magdeburger Stadtteil Leipziger Straße. Westlich mündet die Carl-Miller-Straße, nördlich die Herbert-Stauch-Straße auf den Platz ein.

## Gestaltung und Geschichte
Das Denkmal wurde für den im Mittelalter in Magdeburg wirkenden Rechtsgelehrten Eike von Repgow gesetzt. Es wurde im Jahr 1937 durch den Bildhauer Hans Grimm geschaffen und zunächst als Brunnen genutzt. Im Jahr 1938 erfolgte dann die Aufstellung anlässlich des Ersten Mitteldeutschen Tags des Nationalsozialistischen Rechtswahrerbundes. 
Das Denkmal besteht aus einer überlebensgroßen sitzenden Figur, die Eike von Repgow darstellt. Die Figur entstand im Aluminiumguss. Locker quer auf dem Schoß liegt ein Schwert, während Repgows Hände gestikulieren. Die Figur sitzt auf einem Sockel aus Kalkstein aus dem Neckartal. An der Nord- und Westseite des Sockels werden durch Figuren die Begriffe Treue, Arbeit, Pflicht, Wahrhaftigkeit, Ehre und Recht dargestellt. An der oberen Kante der Nordseite befindet sich der Schriftzug Eike von Repgow. Auf der Ostseite ist eine Karte Mittel- und Osteuropas zu sehen, die die Verbreitung des Magdeburger Rechts darstellt, wobei dieses nur mittelbar in Zusammenhang mit dem von Eike von Repgow geschaffenem Sachsenspiegel steht. Die Südseite zeigt Abschnitte aus dem Leben Eike von Repgows. An den Seiten des Sockels befinden sich die ehemaligen Brunnenbecken, die jetzt als Pflanzbecken genutzt werden.
Es ist etwas erhöht aufgestellt und auf der Ost- und Südseite von einer mit Sitzplätzen versehenen Mauer aus Hausteinen umgeben. 
1999 wurde das Denkmal auf Initiative des Fördervereins Rechtsmedizin Magdeburg e.V. restauriert. Eine an der östlichen Einfassungsmauer befestigte Tafel erinnert hieran. In der Vergangenheit, vor der Umbenennung des Platzes und der nördlich verlaufenden Straße, bestand die Adressierung Hallische Straße.
Im örtlichen Denkmalverzeichnis ist das Denkmal unter der Erfassungsnummer 094 70959 als Baudenkmal verzeichnet.